# Берушица
Берушица (серб. Берушица / Berušica) — село в общине Гацко Республики Сербской Боснии и Герцеговины. Население составляет 25 человек по переписи 2013 года.